# Вејн Грецки
Вејн Даглас Грецки (енгл. Wayne Douglas Gretzky; Брантфорд, 26. јануар 1961) бивши је канадски професионални хокејаш и тренер.
Грецки, звани Велики (енгл. The Great One), важи за једног од најбољих хокејаша свих времена и најбољег хокејаша НХЛ лиге свих времена. У време одласка у пензију, 18. априла 1999. године, држао је 40 рекорда у регуларној сезони, 15 у плејофу, те шест рекорда у Ол стар утакмицама. Једини је који је успео да у једној сезони НХЛ лиге постигне преко 200 поена, што је њему пошло за руком четири пута, а петнаест пута је постигао више од 100 поена. Чак девет пута је проглашаван за најкориснијег играча лиге у десет везаних сезона (од 1979/80 до 1986/87, и 1988/89). Вејнов дрес са бројем 99 једини је дрес који су из употребе повукли сви НХЛ клубови.
Рођен и одрастао у Брантфорду, Онтарио, Грецки је своје вештине усавршавао на клизалишту које је његов отац направио у дворишту породичне куће, те је одувек играо на вишем нивоу него његови вршњаци. Иако крхкије грађе која је лимитирала и његову снагу и окретност, Вејнова интелигенција и читање игре били су ненадмашиви. Вешто је избегавао налете хокејаша противничке екипе, али и био у стању да предвиди где ће се пак одбити, те одабрати прави потез у право време.
У НХЛ лиги је играо за клубове: Њујорк ренџерсе, Сент Луис блуз, Лос Анђелес кингсе и Едмонтон ојлерсе са којима је освојио четири Стенли купа. За канадску репрезентацију је наступио на једним олимпијским играма и једном светском првенству у хокеју, када је освојио бронзану медаљу.

## Детињство и јуниорска каријера
Пре Првог светског рата, Вејнов деда, Антон Грецки, емигрирао је заједно са својом породицом у Канаду преко Сједињених Држава из Руске Империје, данашњег града Гродно, Белорусија. После рата, Антон је оженио Мери, која је емигрирала из града Пидхајци, тадашње Друге Пољске Републике, данашње Украјине. Антон и Мери поседовали су фарму краставца од 10 хектара у Кенингу, Онтарио, где је рођен и одрастао Волтер Грецки, Вејнов отац, и где је упознао Вејнову мајку, Филис Хокин. Венчали су се 1960. године, а живели у стану у Брантфорду, у Онтарију, где је Волтер радио за једну канадску телекомуникацијску компанију. Седам месеци после Вејновог рођења, породица се преселила у кућу на Варадија авенији у Брантфорду, а главни разлог је било равно земљиште, јер су сваке зиме могли да направе клизалиште. Након Вејна, Волтер и Филис добили су ћерку Ким, као и синове Кита, Глена и Брента. Читава породица би редовно ишла код Волтерових родитеља на фарму, где су преко телевизије заједно гледали Hockey Night in Canada, суботњу хокејашку утакмицу. Током игре са играчком у облику хокејашког штапа, Вејн је покушавао да дâ голове својој баби Мери, а у доби од две године и 10 месеци први пут се клизао на леду.
Према мајчиној страни, Вејн је Енглез, а према очевој има белоруске, украјинске и пољске крви. Године 1999, током конференције за новинаре поводом примања у Хокејашку кућу славних Грецки је на коментаре о његовом шкотском килту који је тада носио изјавио „Хвала Богу што сам Пољак.“ У интервјуима, Вејнов отац Волтер је изјавио да су његови родитељи били Белоруси, док је, са друге стране, некада изјављивао како је порекло његове породице пољско. Антон Грецки је описан као човек који је рођен у Русији са украјинским пореклом, а да једини словенски језик који се говори у породици Грецки је украјински. Вејнова мајка Филис је енглеског порекла и у сродничкој је вези са британским генералом сер Ајзаком Броком, херојем рата из 1812. године.
Волтер је учио Вејна, Кита, Брента, Глена и њихове пријатеље да играју хокеј на клизалишту које је направио у дворишту породичне куће, а симболично га је назвао „Воли колосеум“. Вежбе су укључивале клизање око флаша и лименки, као и окретање пака преко разбацаних хокеј палица. Поред тога, Волтер им је дао савет да клижу тамо где пак иде, а не где је био. Вејн је био класично чудо од детета чије су изванредне способности постале мета оговарања љубоморних родитеља.
Вејнов први тим, када је имао шест година, био је тим састављен од десетогодишњака, што је доказ да је Грецки увек играо на нивоу који је знатно напреднији од својих вршњака. Његов први тренер, Дик Мартин, приметио је да он управља боље паком него његови десетогодишњи саиграчи. Мартин је изјавио да Вејн толико добро игра, да када би имао дете које је одличан хокејаш, пустио би да се угледа на Грецког. Дрес за десетогодишњаке био је превелик за њега, те га је копчао за десну страну панталона, а то је радио чак и у НХЛ лиги.
У узрасту од десет година, постигао је 378 голова и 139 асистенција у једној сезони за Брантфорд Надрофски стилерсе. Са оваквом игром привукао је медијску пажњу ван његовог родног града Брантфорда, између осталог, у октобру 1971, Џон Ајабони је написао чланак о њему за Торонто телеграм. До узраста од тринаест година, постигао је више од хиљаду голова. Са друге стране, његова игра је привукла велики број негативних коментара од љубоморних родитеља других хокејаша, укључујући и својих саиграча, те су му понекад звиждали с трибина. Волтер је објаснио да се то десило на „данима Брантфорда“ у Мепл Лиф гарденсу у Торонту, у фебруару 1975. године.
Са четрнаест година, породица му је обезбедила да игра хокеј у Торонту, делом због бољих могућности за даљу каријеру, а делом због непријатних притиска у родном граду. Грецкијеви су на суду против Канадске аматерске хокеј асоцијације успели да обезбеде Вејну да игра ван свог родног града, пошто то тада није било дозвољено. Након тога, Вејн Грецки је заиграо за Торонто нешенелсе у Јуниорској Б лиги. Освојио је награду за најбољег новајлију за сезону 1975/76 са 60 голова у 28 утакмица. Следеће сезоне, као петнаестогодишњак, постигао је 72 гола на 32 утакмице у истом клубу, који је преименован у Сенека нешенелси. У овој сезони је, такође, одиграо три утакмице за Питерборо питсе у Хокејашкој асоцијацији Онтарија, као замена за повређене играче. Упркос слабој структури тела и годинама, импресионирао је скауте својим могућностима, те је затим потписао уговор са Бобом Бенкијем, својим првим агентом.
Упркос сјајној статистици, два клуба нису га изабрала на ОМЈХЛ драфту за шеснаестогодишњаке. Ошава џенералси су изабрали Тома Макартија, док су Нијагара Фолс флајерси изабрали Стива Питерса. Трећи клуб, Су Сен Мари грејхаундси изабрали су Грецког као трећег пика, иако је његов отац Волтер изјавио како његов син неће прећи у Су Сен Мари, јер би морао стално да путује. Грецкијеви су се договорили са једном локалном породицом да приме шеснаестогодишњег Вејна, те је одиграо једну сезону за Грејхаундсе у Хокејашкој асоцијацији Онтарија. У Грејхаундсима, Вејн је први пут носио светски препознатљиви дрес са бројем 99. Испрва, желео је број 9, као што је имао његов узор Горди Хоу, али тај број је већ носио његов саиграч Брајан Гуалаци. На предлог тренера, Вејн је пристао да носи број 99. Са шеснаест година, за само сезону играња у ОМЈХЛ, побољшао је рекорд у постигнутим головима, те освојио награду за новајлију године и срчаност.

## Светска хокејашка асоцијација
Године 1978, WHA (Светска хокејашка асоцијација) лига се већ увелико борила са новооснованом НХЛ, у којој правила нису дозвољавала потписивање уговора са играчима млађим од двадесет година, што није важило и у Светској хокејашкој асоцијацији. Тако је неколико WHA клубова желело Грецког у својим редовима, а посебно су заинтересовани били клубови Индијанаполис рејсерси и Бирмингем булси. Тадашњи власник Рејсерса Нелсон Скалбанија је тада седамнаестогодишњем Грецком понудио седмогодишњи уговор вредан 1,75 милиона америчких долара. Скалбанија је Грецком понудио професионални уговор према којима је везао њега као играча за себе (као менаџера) јер је био упознат са детаљима договора између челника тадашње две хокејашке асоцијације а по којем је неким од тимова из ВХА асоцијације било гарантовано место у новооснованој НХЛ лиги. Пошто место није било гарантовано екипи Рејсерса која је била пред банкротом Скалбанија је желео на тај начин да веже за себе будућу светску хокејашку звезду. Први погодак за нови тим, а уједно и први професионални погодак у каријери Грецки је постигао у тек петој утакмици против Едмонтон ојлерса (на тој утакмици постигао је два гола).
Иако је за Рејсерсе одиграо свега 8 утакмица, Грецки је такође био део Ол-стар тима лиге који је у јануару 1979. играо утакмице са екипом московског Динама. Грецки је тада по први пут у каријери добио прилику да игра у истој екипи са својим идолом Гордијем Ховом.
На свој 18. рођендан 26. јануара 1979. Вејн Грецки је са тадашњим власником екипе из Едмонтона Питером Поклингтоном потписао уговор на 10 година вредан 3 милиона канадских долара, са опцијом продужења на још 10 година. Био је то најдужи уговор у професионалном хокеју на леду у то доба. Грецки је ту сезону (прву, а уједно и једину у ВХА асоцијацији која се расформирала по окончању сезоне) завршио са укупно 110 поена и наградом за најбољег дебитанта сезоне. Ојлерси су уједно освојили прво место у лигашком делу такмичења.

## НХЛ каријера
Након што се ВХА асоцијација расформирала 1979. Едмонтон ојлерси су се са још три екипе придружили НХЛ асоцијацији. Новопридошли клубови су добили право да у својим редовима задрже по два голмана и два играча, и то је био једини разлог зашто је Грецки остао у Ојлерсима и није учествовао на драфту 1979. године. Пре почетка нове НХЛ сезоне, прве за Вејна Грецког било је много оних који су сумњали у његове могућности у лиги која је много квалитетнија од оне у којој је започео каријеру. Вејн их је својим играма током будућих сезона жестоко демантовао.

### Едмонтон ојлерси 1979/88.
Грецки је већ у својој првој НХЛ сезони наставио са сјајним играма и освојио Хартов меморијал као најкориснији играч у сезони (први од 8 у низу). За мало му је избегао Арт Рос за најбољег поентера у лиги, коју је освојио играч Кингса Марсел Дион. Иако су обојица имали једнак број бодова на крају 137, а Грецки утакмицу мање, награда је ипак додељена Диону који је има два гола више на свом конту. Ипак остао је упамћен као најбољи дебитант НХЛ-а свих времена по броју освојених поена. Уједно са 51 постигнутим поготком постао је и најмлађи играч у историји (тада имао свега 18 година) који је успео да постигне више од 50 погодака током једне сезоне. Због чињенице да је сезону раније играо такође у професионалном тиму, награда за најбољег дебитанта лиге није отишла у руке Вејна Грецког већ на адресу одбрамбеног играча Бруинса Реја Буркеа.
Већ у наредној сезони освојио је Росов трофеј (први од седам) са тада рекордна 164 поена, премашивши тако рекорд Фила Еспозита од 152 поена током једне сезоне, али и рекорд Бобија Ора у броју асистенција (102). Исте сезоне освојио је и други у низу Хартов меморијал. У првој утакмици доигравања из 1981. против Канадијенса Грецки је са 5 асистенција поставио рекорд у овој статистици на једној утакмици плеј-офа. Следећа сезона била је сезона личних рекорда Вејна Грецког.
Током сезоне 1981/82 успео је да уради „ново хокејашко чудо“ - оборио је 35 година стар рекорд Мориса Ришара (из сезоне 1944/45) и Мајка Босија (сезона 1980/81) од 50 голова на 50 одиграних утакмица. Грецки је бројку од 50 погодака достигао „већ“ након 39 одиграних утакмица, а у наредних 11 утакмица постигао је још 11 погодака (61 гол на 50 утакмица је рекорд који нико никада није успео да обори). Јубиларни 50. погодак те сезоне Грецки је постигао у победи против Флајерса од 7:5 30. децембра 1981. године, био је то уједно његов пети погодак те вечери. Три гола у мрежи голмана Сејберса од 24. фебруара 1982. Ојлерсима су донела убедљиву победу, а Вејну нови рекорд. Еспозитов рекорд од 76 голова у сезони је срушен. Вејн је сезону завршио са невероватна 92 поготка, 120 асистенција и „магичних“ 212 бодова у 80 одиграних утакмица, поставши тако први и једини играч у историји НХЛ са више од 200 освојених бодова. Готово невероватне резултате на спортском пољу током те сезоне пратила су признања за „спортисту године“ магазина  и спортисту године у избору Асошијетед преса Удружење новинара Канаде доделило му је награду Newsmaker of the Year за медијски најекспониранију личност током 1982. године.
Током играчке каријере Грецки је више пута поправљао властите светске рекорде. Број асистенција током једне сезоне поправљао је на 125 (сезона 1982/83), потом на 135 (сезона 1984/85) па све до 163 у сезони 1985/86. када је властити рекорд у броју бодова поправио на 215. У 9 сезона колико је провео играјући за тим из Едмонтона, оборио је или изједначио чак 49 НХЛ рекорда.
Иако су Ојлерси у НХЛ лигу ушли као најбоља екипа ВХА асоцијације, прошле су четири сезоне док нису дошли у ситуацију да се боре за Стенлијев трофеј. Екипа је била састављена од младих, квалитетних и веома перспективних играча од којих су многи доцније постали чланови хокејашке куће славних. Поред Грецког који је био капитен тима од 1983—88 за Ојлерсе су играли још и Марк Месје, Глен Андерсон, Јари Кури, Пол Кофи и голман Грант Фјур. У првом финалу Стенли купа 1983. изгубили су од троструког браниоца титуле Њујорк ајландерса. Већ наредне сезоне поново се срећу са Ајландерсима у финалу, али овај пут освајају титулу (прву од 5 у наредних 7 година). Тим из Едмонтона је предвођен Вејном Грецким освојио још три титуле 1985, 1987. и 1988. године.
Грецком је 25. јуна 1984. године додељен Орден Канаде за изванредне заслуге у хокејашком спорту. Занимљиво је да пошто је орден додељиван на церемонији која се поклапала са хокејашком сезоном, Грецки је то признање службено примио тек након пуних 13 година и 7 месеци. Године 2009. образложење о додели ордена је допуњено „за наставак доприноса у хокејашком спорту, најбољем хокејашу свих времена, за друштвени ангажман на пољу филантропије, волонтаризма и пружање здравог узора младим људима.“

### Историјски НХЛ „трејд“
Свега два сата након што су Ојлерси освојили трофеј Стенли купа 1988, Грецки је од оца сазнао да управа клуба њему иза леђа договара трансфер у други клуб и да се тајно преговара са власницима екипа из Лос Анђелеса, Ванкувера, Детроита и Њујорка. Вејнов отац, Волтер је знао за те преговоре већ дуже време, али је скривао информације од сина да би га поштедио беспотребне нервозе. Разлог за одрицање од најбољег играча лежао је у чињеници да је тадашњи власник клуба био у веома тешкој финансијској ситуацији, а новац од продаје би умногоме решио тај проблем пошто је било очито да ће вредност трансфера достићи огромне своте.
У почетку је Вејн одбијао сваку дискусију о селидби из Едмонтона, али се предомислио када је добио и званичну понуду од власника Кингса Бруса Мекнала. Као предуслов за селидбу у Лос Анђелес навео је жељу да и у новом клубу наступа са својим актуелним саиграчима из Ојлерса Мартијем Максорлијем и Мајком Крушељницким. Након што су преговори између два власника успешно завршени, Грецки је и службено могао да затражи прелазак у Кингсе. Када је тадашњи тренер Ојлерса Глен Сатер упознат са плановима о продаји свог најбољег играча, прво је на све могуће начине желео да спречи трансфер, али када је сазнао да је и Грецки учествовао у тим преговорима, променио је мишљење.
Грецки, Максорли и Крушељницки су прешли у Кингсе 9. августа 1988. године. Екипа из Едмонтона је за овај трансфер добила 15 милиона америчких долара у готовини, Џимија Карсона и Мартина Желинаса, предност првог пика на драфту Кингса 1989. (који су касније препустили Девилсима који су одабрали Џејсона Милера), 1991. (изабран Мартин Ручински) и 1993. (Ник Стајдухар). Био је то највећи и најспектакуларнији трансфер у дотадашњој историји Националне хокејашке лиге а сам догађај је постао познат једноставно као „Трејд“ "енгл. The Trade). Реакција навијача Едмонтона је у почетку била јако негативна. Поклингтон (власник клуба) је сматрам главним кривцем за насталу ситуацију и у знак протеста навијачи су испред дворане где су Ојлерси играли домаће утакмице спаљивали његове слике, а неки од локалних политичара чак су захтевали од владе да спрече тај трансфер. Многи Канађани су самог Грецког сматрали чак и националним издајником, а било је и гласина о томе да је прешао у Лос Анђелес на наговор супруге Џенет Џоунс која је тамо планирала да гради глумачку каријеру.
Упркос разумљивом негодовању домаћих навијача, на првој утакмици коју је одиграо у Едмонтону након одласка из клуба, Грецки је доживео праве овације домаће публике која је четири минута аплаудирала њему у част. Дворана је била крцата, а број од 17.503 гледалаца у дворани је био рекорд свих времена за тим Ојлерса. Сваки његов контакт са плочицом праћен је бурним аплаузима публике, а разумљиво највише овација добио је када га је Марк Месије чекингом сатерао уз ограду. Након утакмице, Вејн је поздравио домаће навијаче и речима „поносан сам што сам Канађанин“ утишао све гласине око „издаје“.
Године 1989. је испред дворане Нортлендс колисијум (данас Рексал плејс) постављена бронзана статуа Вејна Грецког у природној величини са трофејом Стенли купа високо изнад главе (слика горе).

### Лос Анђелес кингси 1988/96.
Стручни штаб Кингса је Грецког одмах по доласку у Лос Анђелес прогласио за заменика капитена тима, а он је већ у првој утакмици нове сезоне упутио први шут ка голу противника. Кингси су те сезоне стартовали одлично, са четири везане победе на старту, а пласман у доигравање се није доводио у питање. У полуфиналу доигравања тадашње дивизије Смајт, Кингси су играли управо против браниоца титуле, екипе Ојлерса. Грецки је предводио свој нови тим до потпуног преокрета од 4:3 против своје некадашње екипе која је водила 3:1 у победама након прве четири утакмице. Вејн је постао нова легенда тима из Лос Анђелеса. Иако се прибојавао реакције својих некадашњих навијача током полуфиналне серије, у Едмонтону је дочекан на најлепши могући начин. Ипак те сезоне Грецки није успео да освоји титулу најбољег стрелца лиге (само два пута у каријери није био најбољи стрелац). Од њега је био бољи играч Пенгвинса Марио Лемју коме је и припао Хартов трофеј за ту сезону. Асошијетед прес га је поново 1990. изабрао за најбољег спортисту године.
Његове сјајне партије током прве сезоне у Кингсима умногоме су довеле до правог хокејашког бума у сунчаној Калифорнији. Све утакмице Кингса су биле распродате а интерес за НХЛ лигу је нагло растао из дана у дан на целој територији Сједињених Држава. Колико је хокеј постао популаран спорт у Калифорнији најбоље сведочи податак да су у тој држави убрзо основана два нова клуба Анахајм дакси и Сан Хозе шаркси.
Већи део регуларне сезоне 1992/93. је провео ван игре због повреде леђа али је зато пружао јако добре партије током доигравања. Посебно се истакао у седмој утакмици финала западне конференције када је постигао три гола на утакмици против Мејпл лифса. Захваљујући тој победи Кингси су по први пут у својој историји играли за трофеј Стенли купа. У првој финалној утакмици против Канадијанса славили су са 4:1, али су изгубили наредне четири утакмице и тако остали без трофеја.
У наредне три сезоне екипа је бележила лоше резултате упркос добрим играма Грецког. На властити захтев напустио је клуб 1996. године.
Током штрајка у сезони 1994/95. заједно са неким од највећих хокејаша тада, као што су Марио Лемју, Марти Максорли, Брет Хал и Стив Изерман основао је групу Ninety Nine All Stars Tour која је током паузе играла бројне егзибиционе утакмице широм Европе са циљем даље популаризације хокејашког спорта али и зарад прикупљања новца у хуманитарне сврхе.

### Сент Луис блуз 1996.
Након што је објавио да жели да промени средину, као главне заинтересоване стране су се појавиле екипе из Њујорка и Сент Луиса, а екипа из Мисурија је на крају пристала да испуни финансијске захтеве играча. Грецки се 27. фебруара 1996. придружио екипи Блуза у замену за Патриса Тардифа, Романа Вопата, Крега Џонсона и два места на драфту. Одмах по доласку у нову екипу проглашен је за њеног капитена. Током полусезоне у Блузима успео је да постигне 37 поена у 31 утакмици а екипу је на крају само једна утакмица делила од конференцијског финала. Међутим, међуиграчки односи у екипи су били јако лоши, а посебно је лоша била комуникација између Грецког и Брета Хала, а то је вероватно био и један од главних разлога зашто је на крају сезоне одбио трогодишњи уговор вредан 15 милиона долара. Као слободан играч 22. јуна 1996. је потписао двогодишњи уговор са њујоршким Ренџерсима вредан 8 милиона долара, уз могућност продужетка сарадње.

### Њујорк ренџерси 1996/99.
Ренџерси, у којима је провео три сезоне, су били последњи клуб у његовој професионалној играчкој каријери. Највећи клупски успех током те три године било је конференцијско финале 1997. у којем је њујоршки тим поражен од Флајерса. Вејн је током доигравања те сезоне забележио солидних 10 погодака и 10 асистенција. Месјеовим одласком из тима по окончању сезоне екипа је знатно ослабљена, а сав притисак који је носио епитет „прве звезде тима“ поново је пао на Вејнова плећа.
Године 1997. екипа хокејашких стручњака окупљена од стране магазина Хоки њуз (The Hockey News) саставила је списак 50 најбољих НХЛ играча свих времена. На том списку на место број један постављен је управо Вејн Грецки.
Његова последња играчка сезона обележена је веома скромним голгетерским учинком од свега девет постигнутих погодака. То је уједно била једина сезона у његовој целој каријери у са просеком испод једног поена по утакмици. Ипак последњи гол те сезоне и уједно целе каријере донео му је нови светски рекорд. Био је то његов укупно 1.072 погодак у целој каријери, чиме је престигао легендарног Горди Хоуа за свега један погодак. Последњу утакмицу у родној Канади (а претпоследњу у каријери) одиграо је 15. априла 1999. године против екипе Отава сенаторса. Са титулом најбољег играча утакмицеекипа се вратила у Њујорк где је Грецки објавио вест о завршетку своје професионалне играчке каријере.
Своју последњу утакмицу одиграо је у Медисон сквер гардену 18. априла 1999. године против екипе Питсбург пенгвинса. Сама утакмица је остала у сенци спектакуларног опроштаја који је приређен њему у част. Приликом извођења химне Канаде њему у част, музичар Брајан Адамс је уместо дела „O Canada, we stand on guard for thee“ додао „We're going to miss you, Wayne Gretzky“ („недостајат ћеш нам Вејн“). Џон Амиранте који је изводио Америчку химну, такође је, њему у част у текст додао речи „in the land of Wayne Gretzky“ („у земљи Вејна Грецког“). Грецки је касније изјавио да је ово био највеличанственији догађај његове каријере. Каријеру је закључио асистенцијом Брајану Личу за једини погодак његове екипе на тој утакмици. У тренутку повлачења, Грецки је био тек један од два активна играча који су каријеру започели у ВХА асоцијацији. Други је био Марк Месје.

„Последња утакмица у Њујорку је за мене била највеличанственији догађај у целој мојој каријери... Све оно због чега сам целе каријере волео хокеј, од вожњи на тренинге и утакмице са мамом и татом, погледа на трибине током утакмице на којима су се налазили мени драги људи, све то је доживело врхунац овде у Њујорку.“

Грецки у интервјуу Скоту Морисону након опроштајне утакмице.
Фотографија Вејна Грецког како поздравља публику у Медисону коју је направио фотограф Џорџ Калински постала је један од симбола величине свих навијача њујоршке екипе и уопште љубитеља хокеја широм света и означена је као један од највеличанственијих момената у Медисон сквер гардену. (Фотографија се може видети овде - трећи ред, трећа фотографија).

## Репрезентативна каријера
Репрезентативни деби Вејн Грецки је имао са 16 година на Светском јуниорском првенству које је одржано у Монтреалу 1978. године. Са 17 поена Грецки је предводио Канаду до бронзане медаље, изабран је у најбољу екипу првенства уз титулу најбољег нападача.
Први сениорски наступ имао је на Купу Канаде 1981. године на коме је репрезентација Канаде освојила сребрну медаљу, изгубивши у финалу од моћног Совјетског Савеза са 8:1. Свега седам месеци касније играо је и на Светском првенству у Финској. На том првенству Грецки је имао учинак од 14 поена у 10 утакмица, укључујући и по два гола и асистенције у одлучујућој утакмици финалне фазе против Шведске која је Канађанима донела бронзану медаљу. Прво злато освојио је на купу Канаде 1984. након победа против Шведске у финалној серији. На истом такмичењу изабран је и у идеалну поставу.
Убедљиво најбоље наступе у националном дресу пружао је током Купа Канаде 1987. године, чак је и сам Грецки изјављивао да је то био „најбољи хокеј у његовом животу“. На девет утакмица Грецки је са 21 поеном поставио рекорд турнира. У финалној серији Канада је играла против селекције Совјетског Савеза који је и добио прву утакмицу (играло се на две победе у финалу). Грецки је са пет асистенција, укључујући и асистенцију ка Лемјуу у продужетку за победнички гол Канаде, био један од главних актера друге утакмице финалне серије. У трећој, одлучујућој утакмици, при резултату 5:5 свега 1:26 минута пре краја утакмице након прекида Грецки је успео да освоји пак и крене у контра напад заједно са Лемјуом и Марфијем. У Совјетској трећини налазио се само један играч Игор Кравчук, класична 3 на 1 ситуација. Грецки у последњем тренутку мења одлуку о пасу ка Марфију, лепом финтом избацује Кравчука из игре и шаље асистенцију ка Лемјуу који се налазио пред противничким голом. Лемју са лакоћом постиже погодак и доноси свом тиму победу. Ова акција која је Канађанима донела победу касније је од стране канадске хокејашке асоцијације проглашена једним од најупечатљивијих тренутака у историји канадског репрезентативног хокеја на леду. Занимљиво је да су све три утакмице финалне серије те године завршене резултатом 6:5. Грецки је са укупно 21 поеном (3 гола и чак 18 асистенција) проглашен за најбољег играча турнира.
Исти успех Канађани су поновили и на последњем издању тог такмичења 1991. године. Грецки је тада одиграо 7 утакмица и постигао 12 поена (4 гола), али је ипак морао да пропусти финалну утакмицу против Сједињених Држава због повреде леђа.
Пошто професионалним играчима из НХЛ-а није било дозвољено наступање на Олимпијским играма све до 1988. године, Грецки је на Олимпијском турниру наступио тек на Играма у Нагану 1988. Иако је Канада важила за главног фаворита турнира, екипа је изгубила полуфинални дуел против тима Чехословачке. Чеси су утакмицу добили након извођења пенала, а занимљива је била одлука тадашњег селектора Канађана да Грецком не дозволи да изводе пенал. Канађани су касније изгубили и утакмицу за бронзану медаљу од Финске резултатом 3:2.
Наступ на Олимпијским играма, осми по реду у националном дресу, био је уједно и опроштај од репрезентације за Вејна Грецког. Грецки је остао рекордер Канаде по броју одиграних утакмица (45), броју голова (20), асистенција (28) и освојених поена (48) све до данас.

## Утицај и вештине
Вејнове основне атлетске способности и телесна грађа нису сматране као нешто специјално. Новопечени осамнаестогодишњи играч у НХЛ био је висок 180 цм, а тежак 73 килограма, док је на крају каријере 1999. године имао 84 килограма. На почетку Вејнове каријере, многи критичари су оценили „да је премален, жилав и сувише спор за успех у НХЛ-у“. У време играња са Ојлерсима, Вејн је два пута годишње имао мерење физичке способности и издржљивости. Грецки је и сам изјавио да је био најлошији на испитивању периферног вида, покретљивости и снаге, те да је могао да подигне само 64 килограма из бенча. Међутим, његова интелигенција и способност да чита игру били су невероватни; стално је успевао да предвиди кретање пака, тако да је с лакоћом стизао до њега. Неколико пута је изјавио да је „играо као да има очи на потиљку“ и да је „имао таленат за избегавање судара“. Коментатори су његову способност објаснили речима: „Вејн је могао да створи слику целог клизалишта у свом уму и играче како се крећу у оквиру њега“. Због ове могућности, Вејна су назвали хокејашким Ајнштајном.

## Након пензионисања
Грецки је 22. новембра 1999. ушао у Хокејашку кућу славних, поставши тиме десети играч који је приступио Кући славних након најмање три сезоне спортске пензије. Након његовог уласка, Хокејашка кућа славних издала је обавештење да је то последњи случај тако брзог приступања Кући славних. Следеће године, 2000. године, уврштен је и у Кућу славних Међународне хокејашке федерације. Поред тога, Грецкијев дрес са бројем 99, године 2000. повучен је из целог НХЛа. То је било други пут да је нечији број пензионисан у северноамеричкој професионалној лиги, јер је пре Вејновог, дрес са бројем 42 Џекија Робинсона повучен из Главне лиге бејзбола. Град Едмонтон је у октобру 1999. године Грецког почаствовао преименовањем пута који пролази поред хале Ојлерса, једног од најпрометнијих у граду, назвавши га Wayne Gretzky Drive. Такође, локално саобраћајно предузеће увела је аутобуску линију 99, која саобраћа на „путу Вејна Грецког“. Године 2002, Лос Анђелес кингси организовали свечаност поводом пензионисања дреса, те су подигли статуу Грецког у природној величини испред Стејплс центра. Церемонија је одложена до тада, како би Брус Макнал, који је тада завршавао затворску казну, могао да присуствује. Његов родни град Брантфорд, преименовао је један парк у „парк Вејна Грецког“, такође, један рекреативни центар преименован је у „спортски центар Вејн Грецки“. Након тога, 2004. године, град Брантфорд је уврстио Вејна у своју Алеју славних.

### Финикс којотси
Убрзо након његовог одласка у пензију, неколико НХЛ клубова нудило му је власништво у клубу. У мају 2000. године, одлучио је да купи 10% Финикс којотса у партнерству са већинским власником Стивом Елманом, поставши притом потпредседник, члан одбора и шеф хокејашких операција. Којотси су се нашли у процесу продаје и Елман је убедио Грецког да учествује у куповини, чиме је спречено могуће измештање франшизе у Портланд. Договор је склопљен 15. фебруара 2001. године, након две пропуштене прилике, јер је Елману и Грецком требало још финансијских средстава. Након што је потписан уговор са Џеријем Мојсом о финансијској сарадњи, он је постао трећи власник. Грецки је убедио његовог дугогодишњег менаџера Мајкла Барнета да се придружи тиму као генерални директор.
Године 2005, појавиле су се гласине да би тренер клуба могао бити Грецки, али ту вест су демантовали челници клуба, као и сам Грецки. Дана 8. августа исте године је да Вејн буде тренер, а на тренерској позицији је дебитовао 5. октобра, победивши екипу Минесота вајлдса. Дана 17. децембра због болести мајке привремено је напустио позицију тренера, два дана након тога, 19. децембра, Филис Грецки је умрла од рака плућа. Грецки је 28. децембра поново преузео функцију тренера.
Године 2006, Мојс је постао већински власник клуба, а Елман већински власник Глендејл арене и компаније Вестгејт девелопмент. Било је неизвесности око Вејнове позиције, али 4. маја 2006, његов тренерски уговор потписан је на још пет година.
Дана 5. маја 2009. године, холдинг компанија Којотса, Dewey Ranch Hockey LLC, пала је у стечај. Било је спора око власништва компаније Research in Motion Џима Балсилија, које је наумила да пресели клуб у други град, те се сама НХЛ побунила, а случај је завршио на суду. Грецки није присуствовао припремном кампу клуба, који је водио помоћни тренер Улф Самјуелсон, због неизвесног статуса уговора са клубом, чији је стечајни поступак био у току. Претенденти за власништво клуба су изјавили да Вејн више неће бити члан тима након што клуб изађе из финансијске кризе, а 24. септембра 2009. године, Грецки је поднео оставку на место тренера.

### Зимске олимпијске игре
Грецки је био извршни директор канадске репрезентације на Зимским олимпијским играма 2002. године у Солт Лејк Ситију. Дана 18. фебруара љутито је напустио конференцију за новинаре и фанове, видно изнервиран коментарима о резултатима репрезентације у првом колу, када је забележила једну победу, пораз и реми. После ремија, 3:3 са репрезентацијом Чешке, схвативши да канадски тим се не третира као други тимови, гласине о свађама у свлачионици описао је као резултат америчке пропаганде. Речима како обожавају да виде како канадском тиму иде лоше, индиректно се обратио америчким навијачима. Након тога, амерички фанови су га на форумима назвали плачљивком, док су његове присталице говориле како је то тактика претходног тренера, Глена Сатера, којом је покушао да смањи притисак на своје хокејаше. После педесет година, на хокејашком турниру на Зимским олимпијским играма 2002, канадски тим је освојио прву олимпијску златну медаљу.
Такође, на Зимским олимпијским играма 2006. у Торину преузео је улогу извршног директора, али овог пута екипа није постигла значајнији успех, јер је елиминисана у четвртфиналу и остала без медаље. Требало је да води тим на Светском првенству 2005, али је одбио због лошег здравственог стања мајке.
Грецки је био укључен у процес добијања организације Ванкувера за Зимске олимпијске игре 2010., те је путовао у Праг како би учествовао у промоцији кандидатуре.
Вејн је био последњи носилац бакље Зимских олимпијских игара, те један од четворо који су на Би-Си плејс стадиону упалили Олимпијски пламен. Одмах након тога одвезен је полицијским колима у центар Ванкувера, где је запалио спољашњи Олимпијски пламен. Брзо се проширила вест да ће кроз центар Ванкувера проћи Вејн са Олимпијском бакљом, те су људи трчећи ишли за полицијом како би поздравили и подржали Грецког. Поред тога, на овим Олимпијским играма био је и специјални саветник канадског хокејашког тима.

### Херитиџ класик
Иако је Грецки претходно тврдио да неће учествовати ни у каквим утакмицама за ветеране, дана 22. новембра 2003. године заиграо је поводом двадесетпетогодишњице играња Едмонтон ојлерса у НХЛу. НХЛ Херитиџ класик 2003., који је одржан на Комонвелт стадиону у Едмонтону, био је прва НХЛ утакмица одиграна на отвореном. Пред утакмицу, одиграна је егзибициона утакмица између ветерана Едмонтон ојлерса и Монтреал канадијанса, укључујући и играче попут Гија Лефлера и Клода Лемјуа. Упркос ниским температурама, на стадиону је било 57.167 гледалаца, а милиони су утакмицу пратили преко телевизије. Ветерани Едмонтона победили су са 2:0, док су играчи Монтреала победили са 4:3 у регуларном делу утакмице.

## Приватни живот
Грецки се појавио у неколико телевизијских емисија, између осталог, био је судија емисији Dance Fever, као и глумац у серији Млади и немирни 1981. године. Године 1984, путовао је у Совјетски Савез, где је снимао телевизијски програм о руском голману Владиславу Третјаку. Године 1989, био је домаћин комичне емисије Saturday Night Live. Године 1991, појавио се као лик у анимираној цртаној серији ProStars, а укупно је наступао у преко четрдесет филмова и представа.

### Породица
Као судија у емисији Dance Fever, Вејн је упознао своју садашњу супругу, америчку глумицу Џенет Џонс, мада је он изјавио се она не сећа да је он учествовао. Након тога су се редовно виђали, а да су пар озваничили су 1987, када су се срели на кошаркашкој утакмици Лос Анђелес лејкерса. Верили су се у јануару 1988, а 17. јула исте године, на луксузној церемонији, коју је канадска штампа назвала Краљевско венчање, ступили су у брак. Церемонија је преношена преко телевизије из катедрале Св. Јосипа у Едмонтону, а претпоставља се да је Вејна венчање коштало милион америчких долара.
Пар има петоро деце: Паулину Мери Џин (1988), Таја Роберта (1990), Тревора Дагласа (1992), Тристана Вејна (2000), те Ему Мари (2003). Тај је играо хокеј за тим своје школе, али је престао и вратио се кући, те сада похађа Државни универзитет у Аризони. Тревор је 2011. године завршио Хришћанску школу Оукс, где је играо бејзбол и фудбал. Потписао је уговор да игра за бејзбол тим Државног универзитета у Сан Дијегу, који тренутно тренира Тони Гвин, члан бејзбол куће славних. Тревор тренутно игра за Чикаго кјубсе, професионални тим бејзбола у оквиру МЛБа.

### Пословни подухвати
Пре него што је постао сувласник Финикс којотса, Грецки је у власништву или сувласништву поседовао две спортске екипе. Године 1985, Вејн је купио Хал олимпиксе који играју у Великој јуниорској хокејашкој лиги Квебека за 175.000 канадских долара. Током његовог власништва, клупске боје су промењене у сребрну и црну боју, што је делимично представљало његов прелазак у Лос Анђелес кингсе. У првој сезони после преласка у Лос Анђелес кингсе, дворана олимпикса је била камп за новајлије. Грецки је продао клуб 1992. године за 550.000 канадских долара. Године 1991. је купио Торонто аргонауте из Канадске фудбалске лиге, као сувласник са Брусом Макналом и Џоном Кендијем. У првој сезони, клуб је освојио Куп Канаде, али у наредне две сезоне клуб се нашао у кризи, па је продат 1994, пре него што је сезона почела. Само Макналово презиме је записано као власничко, али у новембру 2007, КФЛ исправља грешку и додаје презимена Кендија и Грецког. Године 1992, Грецки и Макнал заједнички су уложили 500.000 долара у куповину ретких цигарет-картица, коју су убрзо продали. На крају, картица је продата за 2,8 милиона долара.
Вејнов ресторан у центру Торонта отворен је 1993. године, у сарадњи са Џоном Битовим. Грецки је и партнер First Team Sports, компаније која производи спортску опрему, као и Roller Hockey, Inc., компаније која контролише хокеј хале. Поред тога, његово име и слике су коришћени за читав низ различитих производа. Према Форбсовој процени, Грецки је између 1990. и 1998, зарадио укупно 93,8 милиона долара.

### Контроверзе са коцкањем
Дана 7. фебруара 2006, Рик Токчет, помоћни тренер којотса је ухапшен због управљања нелегалних кладионица у Њу Џерзију. Претпоставља се да су опкладе узимате од НБА играча, Вејнове жене Џенет, као и генералног директора којотса, Мајкла Барнета, који је потврдио да се кладио на Супербоул. Грецки је поводом тога изјавио како није крив за било шта, било шта у вези са са клађењем, као и да се то никада није десило. Додао је како се клади да се да то није догодило, неће десити, те не може десити, јер је то нешто што он не ради. Часопис Newark Star-Ledger је објавио да полиција Њу Џерзија има снимке разговора Грецкијевих са Токчетом. Извори новина говоре како нема доказа да су се Грецкији кладили, али је полиција истраживала да ли се кладио уместо супруге. Други извор је касније потврдио да је снимак настао након што је полиција посетила Вејнову кућу, како би испитала његову жену. Дана 16. фебруара исте године, поднет је извештај да тужилаштво против Грецког није поднело тужбу, као ни против његове супруге. У мају следеће године, спекулације су окончане када се на оптужбе Токчет изјаснио као крив, док су Вејн и Џенет проглашени невиним.

## Трансакције
- 12. јун 1978 – Потписао као слободан играч за Индијанаполис рејсерсе.

### Август
- 2. новембар 1978 – Индијанаполис рејсерси га продају, заједно са Едијем Миом и Питером Дрисколом Едмонтон ојлерсима у замену за 700.000 долара.
- 9. август 1988 – Едмонтон ојлерси га продају, заједно са Мајком Крушелниским и Мартијем Максорлијем Лос Анђелес кингсима у замену за Џимија Карсона, Мартина Желинас и 15.000.000. долара.

### Септембар
- 27. фебруар 1996 – Прелази из Лос Анђелес кингса у Сент Луис блузе у замену за Романа Вопата, Крега Џонсона, те Патриса Тардифа.

### Март
- 21. јул 1996 – Потписао као слободан играч за Њујорк ренџерсе.[148]

## Статистика

### Професионална каријера
| 1978/79.               | Индијанаполис рејсерс  | ВХА                    | 8     | 3   | 3     | 6     | 0   | —   | —   | —   | —   | —  |
| 1978/79.               | Едмонтон ојлерси       | ВХА                    | 72    | 43  | 61    | 104   | 19  | 13  | 10  | 10  | 20  | 2  |
| 1979/80.               | Едмонтон ојлерси       | НХЛ                    | 79    | 51  | 86    | 137   | 21  | 3   | 2   | 1   | 3   | 0  |
| 1980/81.               | Едмонтон ојлерси       | НХЛ                    | 80    | 55  | 109   | 164   | 28  | 9   | 7   | 14  | 21  | 4  |
| 1981/82.               | Едмонтон ојлерси       | НХЛ                    | 80    | 92  | 120   | 212   | 26  | 5   | 5   | 7   | 12  | 8  |
| 1982/83.               | Едмонтон ојлерси       | НХЛ                    | 80    | 71  | 125   | 196   | 59  | 16  | 12  | 26  | 38  | 4  |
| 1983/84.               | Едмонтон ојлерси       | НХЛ                    | 74    | 87  | 118   | 205   | 39  | 19  | 13  | 22  | 35  | 12 |
| 1984/85.               | Едмонтон ојлерси       | НХЛ                    | 80    | 73  | 135   | 208   | 52  | 18  | 17  | 30  | 47  | 4  |
| 1985/86.               | Едмонтон ојлерси       | НХЛ                    | 80    | 52  | 163   | 215   | 46  | 10  | 8   | 11  | 19  | 2  |
| 1986/87.               | Едмонтон ојлерси       | НХЛ                    | 79    | 62  | 121   | 183   | 28  | 21  | 5   | 29  | 34  | 6  |
| 1987/88.               | Едмонтон ојлерси       | НХЛ                    | 64    | 40  | 109   | 149   | 24  | 19  | 12  | 31  | 43  | 16 |
| 1988/89.               | Лос Анђелес кингси     | НХЛ                    | 78    | 54  | 114   | 168   | 26  | 11  | 5   | 17  | 22  | 0  |
| 1989/90.               | Лос Анђелес кингси     | НХЛ                    | 73    | 40  | 102   | 142   | 42  | 7   | 3   | 7   | 10  | 0  |
| 1990/91.               | Лос Анђелес кингси     | НХЛ                    | 78    | 41  | 122   | 163   | 16  | 12  | 4   | 11  | 15  | 2  |
| 1991/92.               | Лос Анђелес кингси     | НХЛ                    | 74    | 31  | 90    | 121   | 34  | 6   | 2   | 5   | 7   | 2  |
| 1992/93.               | Лос Анђелес кингси     | НХЛ                    | 45    | 16  | 49    | 65    | 6   | 24  | 15  | 25  | 40  | 4  |
| 1993/94.               | Лос Анђелес кингси     | НХЛ                    | 81    | 38  | 92    | 130   | 20  | —   | —   | —   | —   | —  |
| 1994/95.               | Лос Анђелес кингси     | НХЛ                    | 48    | 11  | 37    | 48    | 6   | —   | —   | —   | —   | —  |
| 1995/96.               | Лос Анђелес кингси     | НХЛ                    | 62    | 15  | 66    | 81    | 32  | —   | —   | —   | —   | —  |
| 1995/96.               | Сент Луис блуз         | НХЛ                    | 18    | 8   | 13    | 21    | 2   | 13  | 2   | 14  | 16  | 0  |
| 1996/97.               | Њујорк ренџерси        | НХЛ                    | 82    | 25  | 72    | 97    | 28  | 15  | 10  | 10  | 20  | 2  |
| 1997/98.               | Њујорк ренџерси        | НХЛ                    | 82    | 23  | 67    | 90    | 28  | —   | —   | —   | —   | —  |
| 1998/99.               | Њујорк ренџерси        | НХЛ                    | 70    | 9   | 53    | 62    | 14  | —   | —   | —   | —   | —  |
| НХЛ укупно (20 сезона) | НХЛ укупно (20 сезона) | НХЛ укупно (20 сезона) | 1,487 | 894 | 1,963 | 2,857 | 577 | 208 | 122 | 260 | 382 | 66 |

- Болдовани бројеви означавају водећег у лиги

### Репрезентативна каријера
| Година                | Такмичење                    | Екипа                 | ОУ | Г  | А  | П   | КМ | Медаља    |
| --------------------- | ---------------------------- | --------------------- | -- | -- | -- | --- | -- | --------- |
| 1978.                 | Светско првенство за јуниоре | Канада                | 6  | 8  | 9  | 17  | 2  | Бронза    |
| 1981.                 | Куп Канаде                   | Канада                | 7  | 5  | 7  | 12  | 2  | Сребро    |
| 1982.                 | Светско првенство            | Канада                | 10 | 6  | 8  | 14  | 0  | Бронза    |
| 1984.                 | Куп Канаде                   | Канада                | 8  | 5  | 7  | 12  | 2  | Злато     |
| 1987.                 | Рандеву '87                  | НХЛ олстарс           | 2  | 0  | 4  | 4   | 0  | Непознато |
| 1987.                 | Куп Канаде                   | Канада                | 9  | 3  | 18 | 21  | 2  | Злато     |
| 1991.                 | Куп Канаде                   | Канада                | 7  | 4  | 8  | 12  | 2  | Злато     |
| 1996.                 | Светски куп                  | Канада                | 8  | 3  | 4  | 7   | 2  | Сребро    |
| 1998.                 | Зимске олимпијске игре       | Канада                | 6  | 0  | 4  | 4   | 2  | 4. место  |
| Репрезентација укупно | Репрезентација укупно        | Репрезентација укупно | 63 | 34 | 69 | 103 | 14 |           |

### Тренерска каријера
| Екипа          | Сезона   | Регуларна сезона | Регуларна сезона | Регуларна сезона | Регуларна сезона | Регуларна сезона | Регуларна сезона         | Плеј оф      |
| Екипа          | Сезона   | У                | Поб              | Пор              | ИЗП              | Поени            | Позиција                 | Резултат     |
| -------------- | -------- | ---------------- | ---------------- | ---------------- | ---------------- | ---------------- | ------------------------ | ------------ |
| Финикс којотси | 2005/06. | 82               | 38               | 39               | 5                | 81               | 5. у Пацифичкој дивизији | Без плеј офа |
| Финикс којотси | 2006/07. | 82               | 31               | 46               | 5                | 67               | 5. у Пацифичкој дивизији | Без плеј офа |
| Финикс којотси | 2007/08. | 82               | 38               | 37               | 7                | 83               | 4. у Пацифичкој дивизији | Без плеј офа |
| Финикс којотси | 2008/09. | 82               | 36               | 39               | 7                | 79               | 4. у Пацифичкој дивизији | Без плеј офа |
| Укупно         | Укупно   | 328              | 143              | 161              | 24               | Поена %.473      | Поена %.473              |              |